# Open Sud de France 2019
Open Sud de France 2019 byl tenisový turnaj pořádaný jako součást mužského okruhu ATP Tour, který se hrál v montpellierské aréně na krytých dvorcích s tvrdým povrchem. Probíhal mezi 4. až 10. únorem 2019 ve francouzském městě Montpellier jako třicátý druhý ročník turnaje.
Událost s rozpočtem 586 140 eur patřil do kategorie ATP Tour 250. Nejvýše nasazeným ve dvouhře byl sedmnáctý hráč světa Lucas Pouille z Francie, jenž ve druhém vypadl s kvalifikantem Marcosem Baghdatisem. Posledním přímým účastníkem v hlavní singlové soutěži se stal 101. hráč žebříčku Ital Thomas Fabbiano.
Sedmnáctý singlový titul na okruhu ATP Tour vyhrál 33letý Francouz Jo-Wilfried Tsonga, z pozice 210. hráče žebříčku, nejníže postavený vítěz turnaje. Premiérovou společnou trofej ze čtyřhry si odvezl chorvatsko-francouzský pár Ivan Dodig a Édouard Roger-Vasselin.

## Rozdělení bodů a finančních odměn

### Rozdělení bodů
| Soutěž  | vítězové | finalisté | semifinalisté | čtvrtfinalisté | 16 v kole | 32 v kole | Q  | Q2 | Q1 |
| ------- | -------- | --------- | ------------- | -------------- | --------- | --------- | -- | -- | -- |
| dvouhra | 250      | 150       | 90            | 45             | 20        | 0         | 12 | 6  | 0  |
| čtyřhra | 250      | 150       | 90            | 45             | 0         | —         | —  | —  | —  |

### Finanční odměny
| Soutěž                              | vítězové | finalisté | semifinalisté | čtvrtfinalisté | 16 v kole | 32 v kole | Q2     | Q1     |
| ----------------------------------- | -------- | --------- | ------------- | -------------- | --------- | --------- | ------ | ------ |
| dvouhra                             | €90 390  | €48 870   | €26 990       | €15 335        | €8 815    | €5 285    | €2 555 | €1 280 |
| čtyřhra                             | €29 650  | €16 200   | €8 240        | €4 710         | €2 760    | —         | —      | —      |
| částka ve čtyřhře je uvedena na pár |          |           |               |                |           |           |        |        |

## Mužská dvouhra

### Nasazení
| Stát                          | Hráč                  | ATP | Nasazení |
| ----------------------------- | --------------------- | --- | -------- |
| Francie                       | Lucas Pouille         | 17. | 1.       |
| Belgie                        | David Goffin          | 21. | 2.       |
| Kanada                        | Denis Shapovalov      | 25. | 3.       |
| Francie                       | Gilles Simon          | 31. | 4.       |
| Německo                       | Philipp Kohlschreiber | 32. | 5.       |
| Francie                       | Jérémy Chardy         | 35. | 6.       |
| Francie                       | Pierre-Hugues Herbert | 44. | 7.       |
| Francie                       | Benoît Paire          | 58. | 8.       |
| Žebříček ATP k 28. lednu 2019 |                       |     |          |

### Jiné formy účasti
Následující hráči obdrželi divokou kartu do hlavní soutěže:
- Ugo Humbert
- Denis Shapovalov
- Jo-Wilfried Tsonga

Následující hráči postoupili z kvalifikace:
- Matthias Bachinger
- Marcos Baghdatis
- Antoine Hoang
- Nicolas Mahut

Následující hráči postoupili z kvalifikace jako tzv. šťastní poražení:
- Ruben Bemelmans
- Adrián Menéndez Maceiras

### Odhlášení
před zahájením turnaje
- Richard Gasquet → nahradil jej  Ivo Karlović
- Peter Gojowczyk → nahradil jej  Thomas Fabbiano
- Vasek Pospisil → nahradil jej  Jevgenij Donskoj
- Cedrik-Marcel Stebe → nahradil jej  Radu Albot
- Jiří Veselý → nahradil jej  Ruben Bemelmans
- Mischa Zverev → nahradil jej  Adrián Menéndez Maceiras

## Mužská čtyřhra

### Nasazení
| Stát                                                                                   | Hráč            | Stát               | Hráč                   | ATP | Nasazení |
| -------------------------------------------------------------------------------------- | --------------- | ------------------ | ---------------------- | --- | -------- |
| Chorvatsko                                                                             | Ivan Dodig      | Francie            | Édouard Roger-Vasselin | 61. | 1.       |
| USA                                                                                    | Austin Krajicek | Nový Zéland        | Artem Sitak            | 78. | 2.       |
| Spojené království                                                                     | Ken Skupski     | Spojené království | Neal Skupski           | 84. | 3.       |
| Moldavsko                                                                              | Radu Albot      | Španělsko          | Marcel Granollers      | 90. | 4.       |
| Žebříček ATP k 28. lednu 2019; číslo je součtem žebříčkového postavení obou členů páru |                 |                    |                        |     |          |

### Jiné formy účasti
Následující páry obdržely divokou kartu do hlavní soutěže:
- Benjamin Bonzi /  Antoine Hoang
- Constant Lestienne /  Lucas Pouille

## Přehled finále

### Mužská dvouhra
- Jo-Wilfried Tsonga vs.  Pierre-Hugues Herbert, 6–4, 6–2

### Mužská čtyřhra
- Ivan Dodig /  Édouard Roger-Vasselin vs.  Benjamin Bonzi /  Antoine Hoang, 6–3, 6–3